# Phyllophaga psiloptera
Phyllophaga psiloptera är en skalbaggsart som beskrevs av Ivan T. Sanderson 1939. Phyllophaga psiloptera ingår i släktet Phyllophaga och familjen Melolonthidae. Inga underarter finns listade i Catalogue of Life.